# علامة المربع

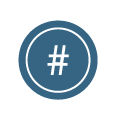
رمز المربع أو رمز الشباك.

الوسم أو علامة المربع (و تنقحر هاشتاج أو هاشتاق) (بالإنجليزية:  Hashtag)‏ على أي كلمة، شعار، رقم، عبارة مؤثرة تبدأ بالإشارة #، وهي شكل من أشكال الوسم. تستخدم في شبكات الـآي آر سي لتصنيف المجموعات والموضوعات، إضافة إلى استخدامه في الرسائل القصيرة و التدوين المصغر وخدمات الشبكات الاجتماعية مثل التويتر وجوجل+ حيث يمكن وسم كلمة أو أكثر من كلمة مرتبطين ببعضهم. ومن هذا المنطلق يعتبر هذا المثال تقريبا نصف الموضوع الذي سوف يتكلم عنه لاحقا صاحب الوسم. ومن ثم، يمكن لأي شخص أن يبحث عن كلمة #ويكيبيديا فتظهر له النتائج المتعلقة بهذه الكلمة الموسومة في محرك البحث.

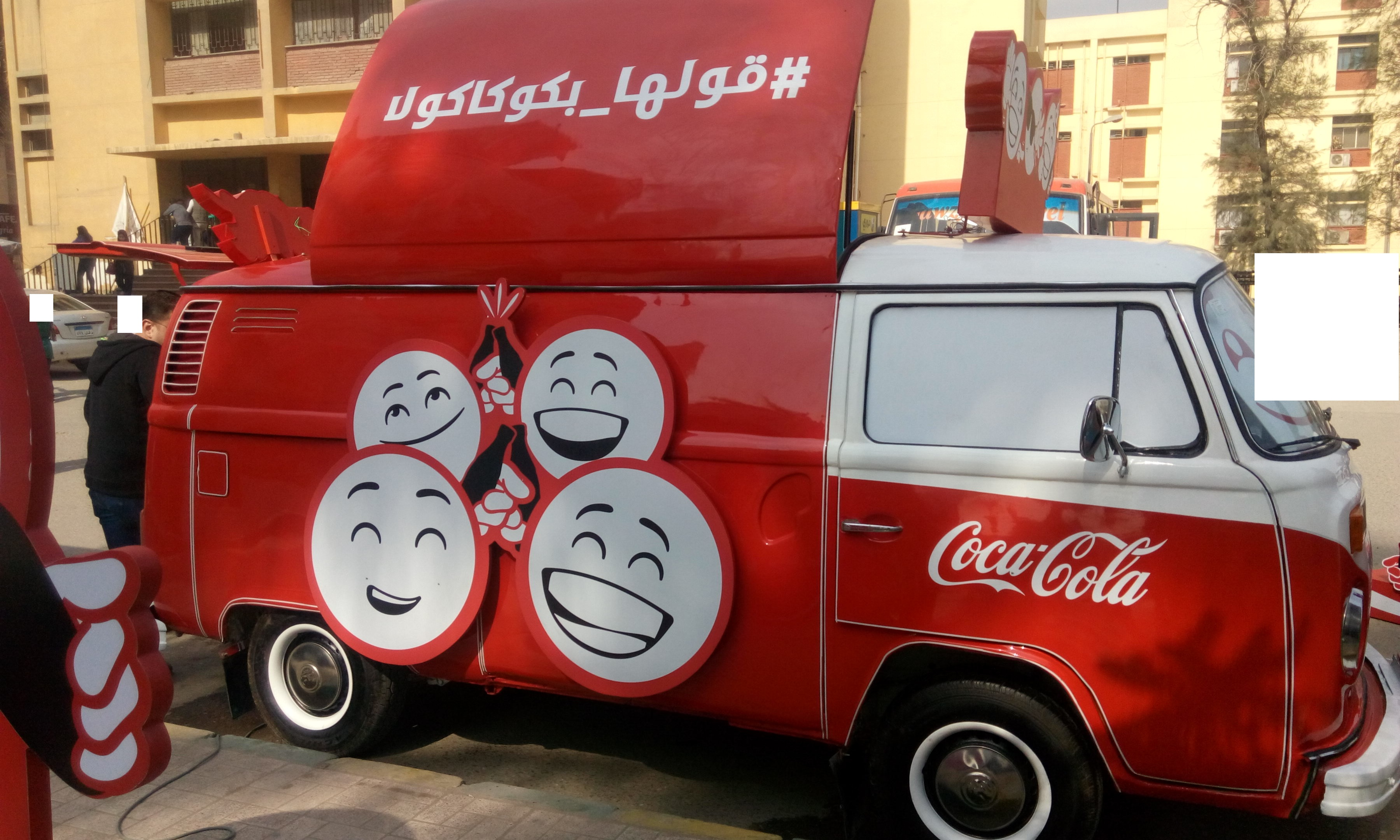
وسم على لافتة إعلانية في مصر
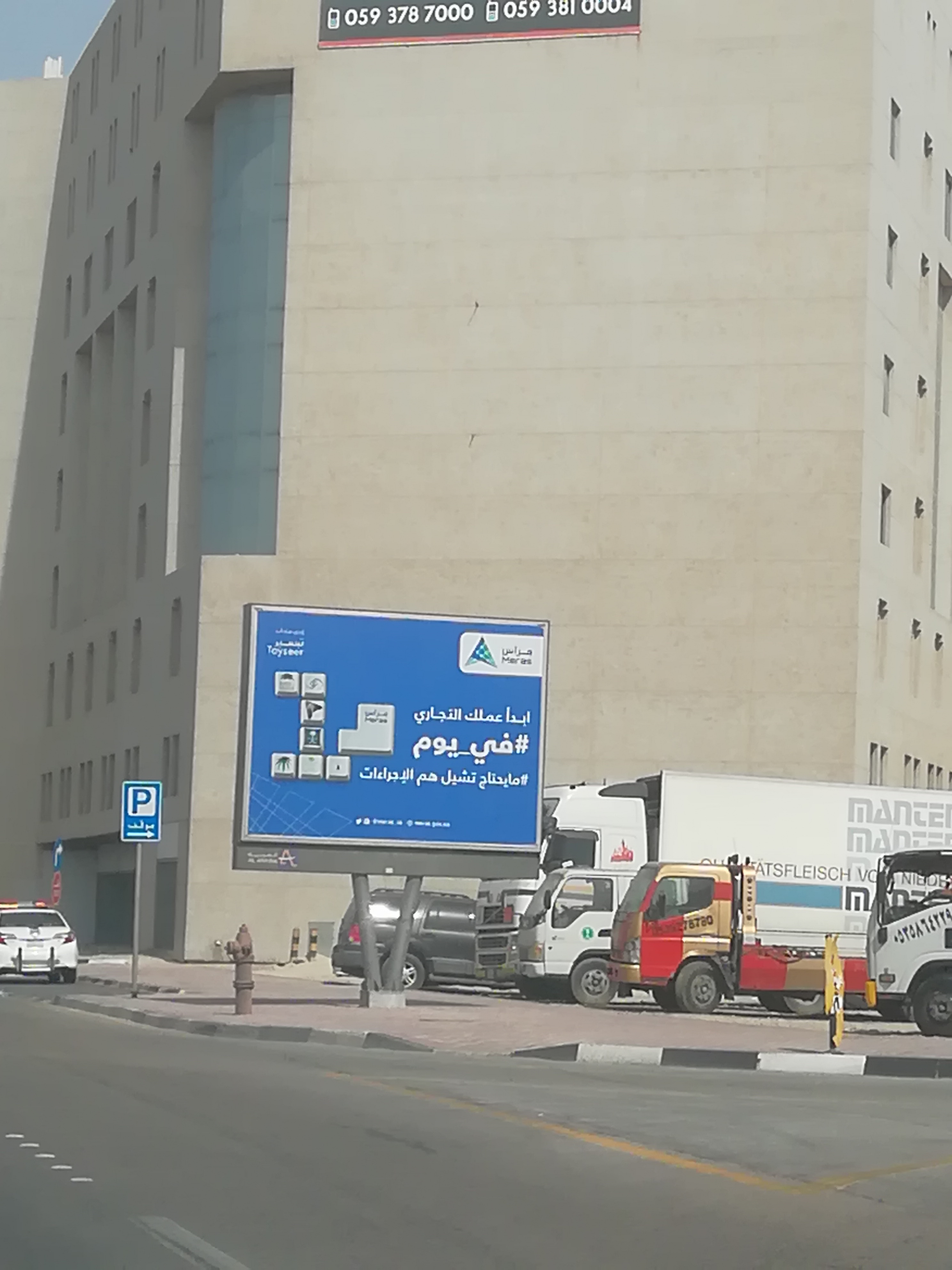
وسم على لافتة إعلانية في السعودية